# 刘长根
刘长根（1966年7月—），男，汉族，江西南昌人，中华人民共和国政治人物，曾任甘肃省人民政府党组成员、副省长，现任中共甘肃省委常委、政法委书记。